# Skul: The Hero Slayer
Skul: The Hero Slayer — компьютерная игра в жанре 2D-платформер и rogue-lite, разработанная студией SouthPAW Games и изданная NEOWIZ в 2021 году. Игра вышла в ранний доступ 4 февраля 2020 года.

## Игровой процесс
Игрок начинает игру скелетом по имени Скал. В арсенале игрока имеются набор атак на земле и в воздухе, а также дополнительные способности. Во время путешествия игрок будет находить черепа других скелетов, используя которые, игрок получает новые способности и атаки. Одновременно игрок может иметь 2 черепа. Также во время путешествий игрок будет находить различные артефакты, усиляющие персонажей игрока, и квинтессенции — вид предметов, который имеет пассивный бонус и при активации оказывает какой-либо боевой эффект, вроде нанесения урона противникам вблизи или их заморозки. Кроме того, игрок может покупать артефакты у торговцев. Мир игры состоит из нескольких локаций, каждая из которых содержит случайный набор заранее созданных уровней с рядовыми врагами, лавкой предметов, сражение с одним или несколькими мини-боссами и комнатой босса.
На уровнях игрока встречают разные противники, ловушки, колючие шипы и другие препятствия. Кроме того, на уровнях игрок может встретить NPC, освободив которых, герой может получить бонусы. Например, один NPC при освобождении увеличивает характеристики персонажа, пока тот не умрёт, а другой за небольшую трату золота отдаст полезный предмет.
В обновлении 1.3.0 в игру были добавлены комнаты со специальными условиями, по выполнении которых игрок получает награду. Условием может быть уничтожение противников за определённое время, защита союзника и др.
Разные артефакты и черепа в игре встречаются чаще или реже. Все предметы имеют 4 степени редкости: обычный, редкий, уникальный, легендарный.
После смерти игрок попадает в комнату с неигровыми персонажами, которые дают улучшения персонажа, выдают черепа и артефакты, которые помогут в дальнейшей игре. Улучшение персонажа осуществляется с помощью «чёрного кварца», который выпадает из противников. Во время походов герой также встречает персонажей, которые за плату или безвозмездно оказывают игроку помощь в прохождении.

## Сюжет
Скелет Скал приходит в сознание в мире демонов. Королевство Карлеон во главе с Героем Карлеона устроили поход против демонических сил, чтобы положить конец существованию демонов. С помощью силы «тёмного кварца» имперская армия разрушает замок Короля демонов и заражает земли демонов силой «тёмного кварца». Однако Скал выжил после нападения и теперь ему предстоит спасти Короля демонов из плена.
История игры подаётся с помощью диалогов во время игры и кат-сцен во время переходов между локациями.

## Критика
| Сводный рейтинг    | Сводный рейтинг |
| Агрегатор          | Оценка          |
| ------------------ | --------------- |
| Metacritic         | 82/100          |
| Иноязычные издания |                 |
| Издание            | Оценка          |
| IGN                | 8/10            |

Skul: The Hero Slayer получила положительные оценки критиков. На агрегаторе рецензий Metacritic средняя оценка игры составляет 82 балла из 100 на основе 21 рецензий.
На премии Made with Unity Korea Awards 2020 игра получила награду «Лучшие инновации». По версии Korea Game Awards 2020 Skul: The Hero Slayer признана «лучшей инди-игрой».